# Walter Fredersdorf
Walter Fredersdorf (* 20. Februar 1896 als Walter Georg Otto Fredersdorf in Magdeburg; † 29. September 1965 in Meersburg) war ein deutscher Filmeditor.

## Leben und Wirken
Der Bruder des Regisseurs und Schnittmeisters Herbert B. Fredersdorf trat in die Fußstapfen seines Vaters, eines Kaufmanns, und ließ sich nach seinem Militärdienst 1914–19 ebenfalls zum Kaufmann ausbilden. Darüber hinaus erhielt er am Konservatorium eine Fortbildung zum Musiker und wirkte in den 1920er Jahren zunächst als Kapellmeister und Dirigent.
1933 vollzog er einen Berufswechsel und ließ sich zum Schnittmeister umschulen. Seine erste eigenverantwortliche Arbeit im Bereich Filmschnitt legte er 1936 vor. Bis 1945 arbeitete Fredersdorf für alle wichtigen Filmgesellschaften Deutschlands (UFA, Terra, Bavaria). Kurz nach Kriegsende übersiedelte er kurzzeitig nach Hamburg, ehe er sich zu Beginn der 1950er Jahre in Süddeutschland niederließ und bis zum Ende des Jahrzehnts den Endschnitt von wenig bedeutenden Unterhaltungsproduktionen Münchner Firmen besorgte. Fredersdorf hat gelegentlich auch als Regieassistent gearbeitet, darunter bei Inszenierungen seines Bruders Herbert.
Seine Schwester war die Schauspielerin Karen Fredersdorf.

## Filmografie
- 1934: Mein Herz ruft nach dir
- 1935: Schwarze Rosen
- 1936: Waldwinter
- 1936: Inkognito
- 1936: Truxa
- 1937: Die göttliche Jette
- 1937: Streit um den Knaben Jo
- 1938: Verklungene Melodie
- 1938: Anna Favetti
- 1938: Eine Nacht im Mai
- 1938: Der Blaufuchs
- 1939: Der Gouverneur
- 1939: Wer küßt Madeleine?
- 1939: Eine Frau wie Du
- 1939: Seitensprünge
- 1940: Golowin geht durch die Stadt
- 1940: Feinde
- 1940: Die keusche Geliebte
- 1940: Spähtrupp Hallgarten
- 1941: Quax, der Bruchpilot
- 1942: Fronttheater
- 1942/51: Augen der Liebe
- 1943/47: Spuk im Schloß
- 1944: Der Täter ist unter uns
- 1945: Leuchtende Schatten (unvollendet)
- 1948: Wege im Zwielicht
- 1948: Export in Blond
- 1950: Des Lebens Überfluß
- 1950: Furioso
- 1951: K – Das Haus des Schweigens
- 1951: Das späte Mädchen
- 1952: Karneval in Weiß
- 1953: Der Kaplan von San Lorenzo
- 1953: Man nennt es Liebe
- 1953: Tante Jutta aus Kalkutta
- 1953: Die vertagte Hochzeitsnacht
- 1953: Der Vetter aus Dingsda
- 1953: Alles für Papa
- 1954: Frühlingslied
- 1955: Die Toteninsel
- 1955: Die Herrin vom Sölderhof
- 1956: Beichtgeheimnis
- 1957: Egon, der Frauenheld
- 1957: Die Freundin meines Mannes
- 1958: Worüber man nicht spricht
- 1958: Mein ganzes Herz ist voll Musik
- 1964: Nebelmörder